# Patayan

Area della cultura Patayan

Patayan è un termine usato dagli archeologi per riferirsi ad alcune culture native americane di epoca preistorica e storica che tra il 700 e il 1550 d.C. abitarono parti delle odierne Arizona, California e Bassa California, comprese le aree vicino alla Valle del fiume Colorado, gli altopiani limitrofi e a nord l'area intorno al Grand Canyon. La cultura Patayan è conosciuta anche come la cultura Hakataya. I loro vicini più prossimi dal punto di culturale furono gli Hohokam nell'Arizona centrale ed orientale. I popoli storici di lingua yuman in questa regione erano abili guerrieri ed attivi commercianti, che mantenevano reti di scambio con i Pima nell'Arizona meridionale e con la costa pacifica.
Il nome patayan viene dalla lingua yuman e significa "popolo antico". Tuttavia, sono stati proposti termini alternativi per identificare questo gruppo culturale, in quanto la documentazione archeologica dei Patayan non è ben compresa. L'archeologo Malcolm Rogers identificò per primo i Patayan, pubblicando una definizione ed una cronologia del gruppo culturale nel 1945. Le documentazioni dei suoi rilievi identificarono centinaia di siti nel deserto. La durezza dell'ambiente limita però la quantità di lavoro archeologico sul campo in corso nell'area e non ci sono molti resti da trovare. Sembra che la maggior parte dei Patayan siano stati molto mobili e non abbiano costruito grandi strutture o accumulato numerose proprietà. Alcuni siti patayan, inoltre, potrebbero essere stati distrutti da inondazioni nelle valli fluviali dove alcuni di loro coltivavano prodotti agricoli.
Significativi resti archeologici delle culture patayan appaiono intorno all'875 d.C. e molte caratteristiche culturali continuarono nei tempi storici. La cultura patayan potrebbe essere originariamente emersa lungo il fiume Colorado, espandendosi dall'area intorno alla moderna Kingman a nordest del Grand Canyon. Sembra che questo popolo abbia praticato l'agricoltura nelle pianure inondabili, una conclusione basata sulla scoperta di manos e metates usati in queste zone per lavorare il granturco. Sono state rinvenute punte di pietra ed altri utensili per la caccia e la preparazione delle pelli, suggerendo un'economia basata sia sull'agricoltura che sulla caccia e la raccolta.
I primi siti patayan contengono case a fossa poco profonde o "case lunghe" di superficie, consistenti in una serie di stanze disposte in foggia rettilinea. Queste case avevano una camera a fossa sul lato orientale, forse adibita a magazzino o ad attività cerimoniali. I siti posteriori erano molto meno definiti e mostrano raggruppamenti sparsi di case di vari tipi.
I Patayan fabbricavano sia canestri che terrecotte. Apparentemente le ceramiche non furono adottate fino al 700 d.C. La ceramica patayan è costituita essenzialmente da oggetti semplici, che assomigliano visivamente agli Alma Plain dei Mogollon. Tuttavia, queste pentole erano fabbricate usando il metodo a percussore ed incudine (paddle and anvil), e le forme ricordavano di più i pezzi hohokam. L'uso della costruzione a percussore ed incudine suggerisce quindi che in questo territorio si insediarono per primi popoli degli o influenzati dagli Hohokam. La ceramica patayan delle pianure è fatta con raffinate argille fluviali di colore giallo-bruno, mentre la ceramica patayan delle montagne è più rozza e di un marrone più cupo. I vasi dipinti, a volte usando ingobbi rossi, appaiono pesantemente influenzati dagli stili e dai motivi delle culture limitrofe.